# Geleitzug JW 56A
Der Geleitzug JW 56A war ein alliierter Nordmeergeleitzug, der im Januar 1944 im schottischen Loch Ewe zusammengestellt wurde und kriegswichtige Güter in das sowjetische Murmansk brachte. Durch deutsche U-Boot-Angriffe verloren die Alliierten drei Frachter mit 21.530 BRT.

## Zusammensetzung und Sicherung

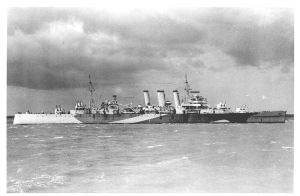
Kreuzer HMS Norfolk

Der Geleitzug JW 56A setzte sich aus 20 Frachtschiffen zusammen. Am 12. Januar 1944 verließen sie das schottische Loch Ewe (Lage) in Richtung Murmansk (Lage). Die Western Local Escort mit dem britischen Zerstörer Inconstant, den britischen Korvetten Borage, Dianella, Poppy, den britischen Minensuchern Ready, Orestes und die Sloop Cygnet übernahmen die Sicherung bis Island. Danach übernahm die Ocean Escort den Konvoi mit den britischen Zerstörern Hardy, Savage, Venus, Offa, Obdurate, Vigilant, Virago und der norwegischen Stord, sowie den britischen Korvetten Poppy und Dianella. Die britischen Kreuzer Kent, Norfolk und Belfast standen in der Nähe des Geleitzuges bereit. Ab 26. Januar sicherte die Eastern Local Escort mit den sowjetischen Zerstörern Gremyashchi, Gromki und Razyarenny, die britischen Minensucher Gleaner und Speedwell und die sowjetischen Minensucher T-111, T-114 und T-117 den Konvoi bis Murmansk.
| Name                | Typ      | Flagge                 | Vermessung in BRT | Verbleib                                                       |
| ------------------- | -------- | ---------------------- | ----------------- | -------------------------------------------------------------- |
| Aert van der Neer   | Frachter | Niederlande            | 7170              |                                                                |
| Andrew G Curtin     | Frachter | Vereinigte Staaten     | 7200              | am 25./26. Januar durch U 278, U 360 und U 716 versenkt (Lage) |
| Charles Bulfinch    | Frachter | Vereinigte Staaten     | 7176              | verblieb in Akureyri                                           |
| Charles Scribner    | Frachter | Vereinigte Staaten     | 7176              |                                                                |
| Edwin L Drake       | Frachter | Vereinigte Staaten     | 7176              |                                                                |
| Empire Ploughman    | Frachter | Vereinigtes Königreich | 7049              |                                                                |
| Fort Bellingham     | Frachter | Vereinigtes Königreich | 7153              | am 25./26. Januar durch U 278, U 360 und U 716 versenkt (Lage) |
| Fort Slave          | Frachter | Vereinigtes Königreich | 7134              |                                                                |
| Jefferson Davis     | Frachter | Vereinigte Staaten     | 7176              | verblieb in Akureyri                                           |
| John a Quitman      | Frachter | Vereinigte Staaten     | 7176              | verblieb in Akureyri                                           |
| Joseph Nicolett     | Frachter | Vereinigte Staaten     | 7176              | verblieb in Akureyri                                           |
| Nathaniel Alexander | Frachter | Vereinigte Staaten     | 7177              | verblieb in Akureyri                                           |
| Noreg               | Frachter | Norwegen               | 7605              |                                                                |
| Penelope Barker     | Frachter | Vereinigte Staaten     | 7177              | am 25./26. Januar durch U 278, U 360 und U 716 versenkt (Lage) |
| Richard H Alvey     | Frachter | Vereinigte Staaten     | 7191              |                                                                |
| San Adolfo          | Frachter | Vereinigtes Königreich | 7365              |                                                                |
| San Cirilo          | Frachter | Vereinigtes Königreich | 8012              |                                                                |
| Thorstein Veblen    | Frachter | Vereinigte Staaten     | 7176              |                                                                |
| William Tyler Page  | Frachter | Vereinigte Staaten     | 7176              |                                                                |
| Woodbridge N Ferris | Frachter | Vereinigte Staaten     | 7200              |                                                                |

## Verlauf
Wegen eines schweren Sturmes musste der Geleitzug am 16. Januar 1944 den isländischen Hafen Akureyri anlaufen, wo fünf Frachter wegen schwerer Schäden liegen blieben. Am 21. Januar setzte er seine Fahrt, allerdings ohne die fünf Frachter, fort. Die Deutschen stellten zwischen der Bäreninsel und Norwegen die U-Boot-Gruppe „Isegrim“ auf. Zu ihr gehörten die U-Boote U 278, U 314, U 360, U 425, U 601, U 716, U 737, U 739 und U 965. Ab 25. Januar waren alle U-Boote, bis auf U 739, am Geleitzug und griffen an. Trotz mehrfacher Angriffe auf Geleitfahrzeuge mittels T-V Torpedos, beschädigte nur U 360 den Zerstörer HMS Obdurate. Durch Fächerangriffe von U 278, U 360 und U 716 sanken die Penelope Barker (7177 BRT), das Flaggschiff des Konvoikommodore Fort Bellingham (7153 BRT) und die Andrew G. Curtin (7200 BRT). Der JW 56A erreichte am 28. Januar Murmansk. Er verlor insgesamt drei Frachter mit 21.530 BRT. Neun Handelsschiffe liefen weiter in Richtung Archangelsk.